# NGC 1898
NGC 1898 est un amas globulaire situé dans la constellation de la Dorade. Cet amas est situé dans le Grand Nuage de Magellan. Il a été découvert par l'astronome écossais James Dunlop en 1826. Cet amas a aussi été redécouvert le 24 novembre 1834 par l'astronome britannique John Herschel.

## Nature de NGC 1898

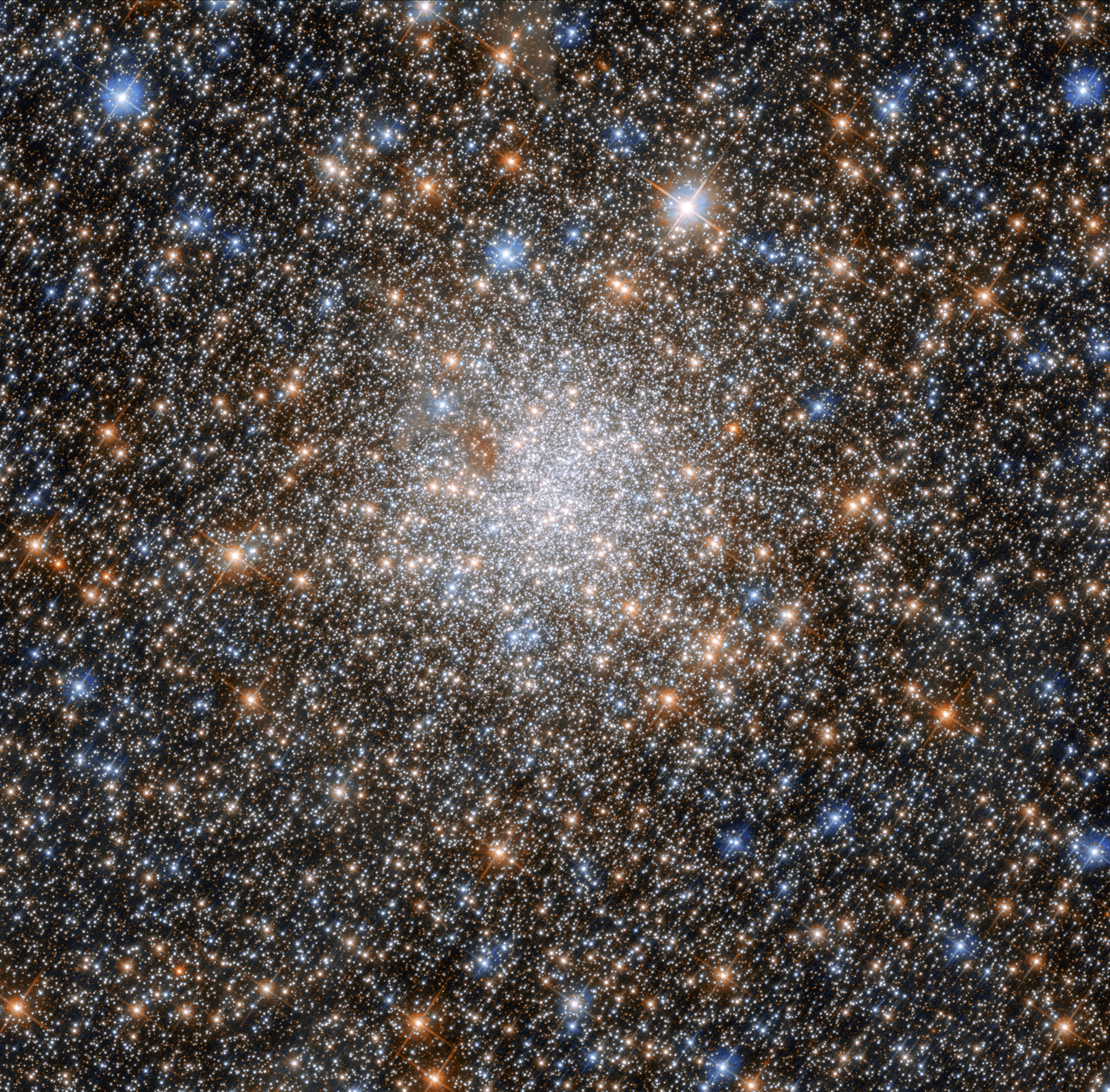
Image combinant des données prises par le télescope spatial Hubble dans des domaines allant du proche infrarouge jusqu'à l'ultraviolet.

L'emplacement éloigné de NGC 1898, dans le Grand Nuage de Magellan, fait qu'il apparait sur les photos, comme plusieurs objets qui l'entourent, comme une tache plutôt floue, ainsi qu'on peut le voir sur l'image dans l'encadré de droite. Aussi, on a pensé que c'était un amas ouvert,,, comme ses voisins NGC 1894, NGC 1913, NGC 1922, NGC 1926 et NGC 1928 ou encore une association stellaire. Mais, l'image captée par le télescope spatial Hubble publiée le 1er octobre 2018 montre que NGC 1898 a plutôt l'aspect d'un amas globulaire et il est identifié comme tel dans le texte accompagnant la photo. 

## Formation d'étoiles dans NGC 1898
On pense généralement que les amas globulaires sont très anciens et qu'ils se sont formés en même temps que leur galaxie hôte. Leurs étoiles seraient alors toutes approximativement du même âge. Mais, de récentes études ont montré que ce n'est pas toujours aussi simple. NGC 1898 aurait connu plusieurs périodes de formation d'étoiles lors de rencontres avec le Petit Nuage de Magellan et notre galaxie, la Voie lactée.